# Clara González de Behringer

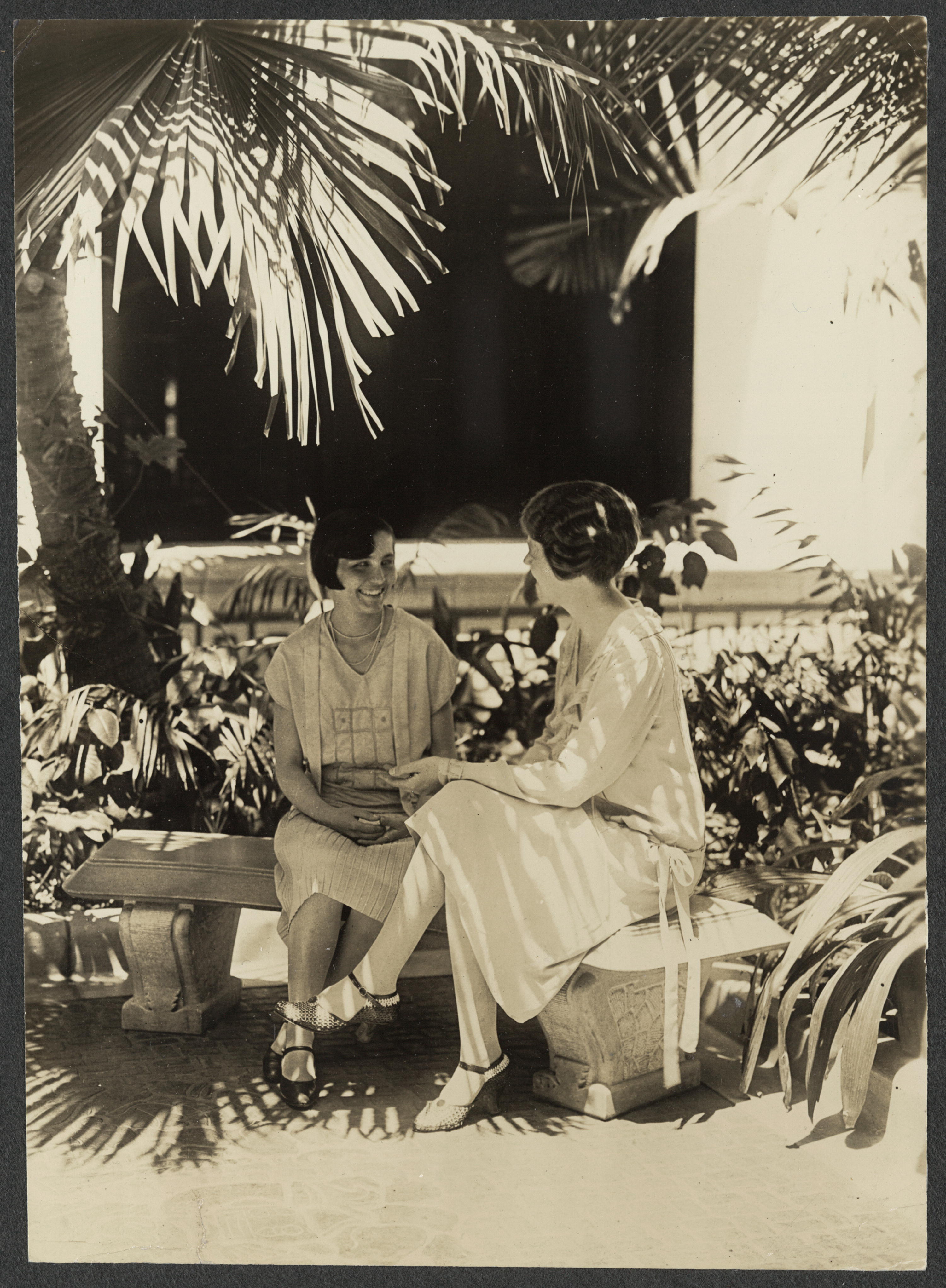
Fotografia de Clara González (esquerra) amb Doris Stevens, gener del 1928

Clara González de Behringer (Remedios, departament de Panamà, Colòmbia, 11 de setembre de 1900 - Ciutat de Panamà, 11 de febrer de 1991) fou una advocada, política i educadora panamenya. Va ser la primera dona del seu país a obtenir una llicenciatura en dret. Fou la primera jutgessa del Tribunal Tutelar de Menors creat el 1951. Feminista convençuda, va crear el Partit Nacional Feminista el 1923 i l'Escola de Cultura Femenina el 1924.

## Biografia
Va ser filla d'una indígena ngöbe i un espanyol. Després d'aconseguir el títol de professora de primària el 1918, va entrar en l'Escola Nacional de Dret el 1919. Tres anys més tard es convertiria en la primera dona de Panamà a aconseguir el títol de llicenciada en dret. La seva tesi de graduació va tenir per títol: La mujer ante el derecho panameño i va ser un dels primers documents que tracten dels drets legals de les dones a Panamà. Malgrat haver conclòs els seus estudis va haver d'esperar fins al 1924 que la llei 55/1924 li permetés exercir, aixecant així la prohibició existent d'exercici de l'advocacia per part de les dones.

## Obra
- La Instrucción cívica en las Escuelas Secundarias de Panamá, Imprenta Nacional, Panamà, 1927.
- El Instituto Nacional en sus Bodas de Plata, Impreso y fotograbado por The Star and Herald Co., Panamà, 1934.
- La familia en relación con la delincuencia juvenil, Publicaciones del Tribunal Tutelar de Menores, Panamà, 1952.